# Успехи на Хамбургер ШФ
Статистика на по-значимите успехи на Хамбургер ШФ – шампионски титли, национални и купи от евротурнири.

## Шампионат на Германия

### Шампион

#### 1922/1923
Лига „Хамбург-Алстер“
- Шампион: Хамбургер

Турнир за определяне на шампиона на Северна Германия
- Предварителен кръг: Хамбургер – ФК Борусия Харбург 3:1

- Четвъртфинал: ФК Айнтрахт Хановер – Хамбургер 1:4

- Полуфинал: Хамбургер продължава без игра

- Финал: Хамбургер - Холщайн Кил 2:0

Национални финали
- Предварителен кръг: Хамбургер – Гутс-Мутс Дрезден 2:0

- Полуфинал: Хамбургер – ФфБ Кьонихсберг 3:2

- Финал, 10.06.1923: Хамбургер – Унион Обершьоневайде Берлин 3:0

Състав
Шнайдер (20 мача/26 гола), Байер (20/0), Хардер (19/40), Бройел (19/19), Колцен (19/3), Мартенс (18/0), Шпейер (17/0), Крон (16/0), Раве (15/2), Карлсон (14/0), Халворсен (13/0), Флоор (8/1), Грьол (5/0), Агте (4/0), Касиано (2/2), Варнхолц (2/0), Дийле (2/0), Цигеншпек (1/1), Теле (1/0), Шуман (1/0), пан Беен (1/0), Зомер (1/0), Борк (1), Клинг (1)
Няма данни за това кои играчи са вкарали останалите 13 гола.

#### 1927/1928
Лига „Хамбург-Алстер“
| Място | Отбор            | М  | П | Р | З | ВГ  | ДГ | ГР | Точки |
| ----- | ---------------- | -- | - | - | - | --- | -- | -- | ----- |
| 1     | Хамбургер        | 16 |   |   |   | 101 | 22 | 79 | 29    |
| 2     | Виктория Хамбург | 16 |   |   |   | 72  | 25 | 47 | 28    |
| 3     | Полицай Хамбург  | 16 |   |   |   | 38  | 33 | 5  | 15    |
| ...   |                  |    |   |   |   |     |    |    |       |

М – мачове, П – победи, Р – равенства, З – загуби, ВГ – вкарани голове, ДГ – допуснати голове, ГР – голова разлика
Турнир за определяне на шампиона на Северна Германия
| Място | Отбор            | М | П | Р | З | ВГ | ДГ | ГР | Точки |
| ----- | ---------------- | - | - | - | - | -- | -- | -- | ----- |
| 1     | Хамбургер        | 6 | 6 | 0 | 0 | 23 | 5  | 18 | 12    |
| 2     | Холщайн Кил      | 6 | 5 | 0 | 1 | 27 | 5  | 22 | 10    |
| 3     | Виктория Хамбург | 6 | 3 | 0 | 3 | 15 | 9  | -4 | 6     |
| ...   |                  |   |   |   |   |    |    |    |       |

Национални финали
- Предварителен кръг: Хамбургер - Шалке 04 4:2

- Четвъртфинал: Хамбургер – ФфБ Кьонигсберг 4:0

- Полуфинал: Хамбургер - Байерн Мюнхен 8:2

- Финал, 29.07.1928: Хамбургер - Херта Берлин 5:2

Голмайстори за Хамбургер: Хардер, Раве, Хорнс, Колцен (2)
Състав
Байер (27/0), Рисе (27/0), Карлсон (26/1), Ланг (26/0), Халворсен (25/1), Блунк (25/0), Хорн (23/30), Хардер (22/56), Раве (19/12), Зомер (16/12), Шнурщайн (13/5), Цигеншпек (11/9), Колцен (11/5), Валден (7/3), Ярхов (5/7), Волерс (4/3), А. Майер (3/3), Варнеке (3/2), Е. Майер (3/0), Хагелщайн (2/3), Фос (2/0), Кюн (2/0), Дорн (2/0), Книш (1/0), Кушански (1/0), Швенекер (1/0), Брауер (1/0)

#### 1959/1960
Лига „Север“
| Място | Отбор         | М  | П  | Р | З | ВГ | ДГ | ГР | Точки |
| ----- | ------------- | -- | -- | - | - | -- | -- | -- | ----- |
| 1     | Хамбургер     | 30 | 20 | 5 | 5 | 96 | 38 | 58 | 45    |
| 2     | Вердер Бремен | 30 | 18 | 5 | 7 | 71 | 47 | 24 | 41    |
| 3     | ФфЛ Оснабрюк  | 30 | 17 | 5 | 8 | 54 | 33 | 21 | 39    |
| ...   |               |    |    |   |   |    |    |    |       |

Турнир за определяне на шампиона на Германия, Група 1
| Място | Отбор              | М | П | Р | З | ВГ | ДГ | ГР | Точки |
| ----- | ------------------ | - | - | - | - | -- | -- | -- | ----- |
| 1     | Хамбургер          | 6 | 4 | 1 | 1 | 22 | 11 | 11 | 9     |
| 2     | Карлсруе           | 6 | 2 | 3 | 1 | 18 | 18 | 0  | 7     |
| 3     | Борусия Нойнкирхен | 6 | 2 | 1 | 3 | 9  | 17 | -8 | 5     |
| 4     | Вестфалия 04 Херне | 6 | 1 | 1 | 4 | 13 | 16 | -3 | 3     |

- Финал, 25.06.1960: Хамбургер - Кьолн 3:2

Състав
Деен (37/6), Круг (35/1), Вернер (35/1), Шноор (35/0), Д. Зелер (34/5), Майнке (34/0), У. Зелер (33/49), Дьорфел (32/ 18), Щюрмер (30/13), Вулф (27/10), Найснер (25/12), Клепач (15/0), Пиеховяк (14/0), Ройтер (10/2), Бекман (6/1), Райхерт (3/0), Шадли (2/0)
Първа Бундеслига
| Място | Отбор          | М  | П  | Р  | З | ВГ | ДГ | ГР | Точки |
| ----- | -------------- | -- | -- | -- | - | -- | -- | -- | ----- |
| 1     | Хамбургер      | 34 | 21 | 7  | 6 | 78 | 32 | 46 | 49    |
| 2     | Щутгарт        | 34 | 20 | 8  | 6 | 73 | 34 | 39 | 48    |
| 3     | Кайзерслаутерн | 34 | 16 | 11 | 7 | 62 | 47 | 15 | 43    |
| ...   |                |    |    |    |   |    |    |    |       |

Състав
Кигън (34/17), Хрубеш (34/13), Хартвих (34/10), Калц (34/6), Мемерин (34/4), Ногли (34/1), Каргус (34/0), Булян (32/5), Хидиен (31/3), Райман (26/5), Бертъл (24/5), Магат (21/4), Вемайер (19/2), Рип (8/0), Плюкен (7/1), Бегински (1/0)

#### 1981/1982
Първа Бундеслига
| Място | Отбор         | М  | П  | Р  | З  | ВГ | ДГ | ГР | Точки |
| ----- | ------------- | -- | -- | -- | -- | -- | -- | -- | ----- |
| 1     | Хамбургер     | 34 | 18 | 12 | 4  | 95 | 45 | 50 | 48    |
| 2     | Кьолн         | 34 | 18 | 9  | 7  | 72 | 38 | 34 | 45    |
| 3     | Байерн Мюнхен | 34 | 20 | 3  | 11 | 77 | 56 | 21 | 43    |
| ...   |               |    |    |    |    |    |    |    |       |

Състав
Баструп (34/13), Вемайер (34/1), Щайн (34/0), Якобс (33/4), Хрубеш (32/27), Калц (32/9), Гроо (32/0), Хартвих (31/14), Магат (28/8), Йеронимус (28/1), Милевски (23/10), фон Хеезен (20/7), Мемеринг (23/1), Бекенбауер (10/0), Джоджевич (7/0), Хидиен (2/0), Дресел (1/0), Крамер (1/0), Шрьодер (1/0)

#### 1982/1983
Първа Бундеслига
| Място | Отбор         | М  | П  | Р  | З | ВГ | ДГ | ГР | Точки |
| ----- | ------------- | -- | -- | -- | - | -- | -- | -- | ----- |
| 1     | Хамбургер     | 34 | 20 | 12 | 2 | 79 | 33 | 46 | 52    |
| 2     | Вердер Бремен | 34 | 23 | 6  | 5 | 76 | 38 | 38 | 52    |
| 3     | Щутгарт       | 34 | 20 | 8  | 6 | 80 | 47 | 33 | 48    |
| ...   |               |    |    |    |   |    |    |    |       |

Състав
Магат (34/4), Вемайер (34/2), Щайн (34/0), Ролф (32/4), Йеронимус (32/3), Милевски (31/14), Калц (31/8), Хартвих (31/6), Якобс (31/5), Гроо (31/0), Хрубеш (30/18), Баструп (25/5), фон Хеезен (20/6), Ханзен (13/3), Джорджевич (2/0), Шмит (1/0), Шрьодер (1/0)

## Евротурнири

### КЕШ

#### Носител на купата
1982/1983
- Първи кръг: Динамо Берлин - Хамбургер 1:3 (1:1 и 0:2)
- Осминафинал: Хамбургер - Олимпиакос 5:0 (1:0 и 4:0)
- Четвъртфинал: Динамо Киев - Хамбургер 2:4 (0:3 и 2:1)
- Полуфинал: Реал Сосиедад - Хамбургер 2:3 (1:1 и 1:2)
- Финал: Хамбургер - Ювентус 1:0

1:0 – 8 мин. Магат
Състав: Щайн, Йеронимус, Калц, Якобс, Вемайер, Ролф, Гро, Магат, Милевски, Хрубеш (к), Баструп (56. фон Хеезен)

#### Финалист
1979/1980
- Първи кръг: Валур Рейкявик - Хамбургер 1:5 (0:3 и 1:2)
- Осминафинал: Хамбургер - Динамо Тбилиси 6:3 (3:1 и 3:2)
- Четвъртфинал: Хамбургер - Хайдук Сплит 3:3 (1:0 и 2:3)
- Полуфинал: Реал Мадрид - Хамбургер 3:5 (2:0 и 1:5)
- Финал: Нотингам Форест - Хамбургер 1:0

1:0 – 19 мин. Робертсън

### КНК

#### Носител на купата
1976/1977
- Първи кръг: Хамбургер - Кеплавик ИФ 4:1 (3:0 и 1:1)
- Осминафинал: Хамбургер - Хартс 8:3 (4:2 и 4:1)
- Четвъртфинал: МТК Будапеща - Хамбургер 2:5 (1:1 и 1:4)
- Полуфинал: Атлетико Мадрид - Хамбургер 3:4 (3:1 и 0:3)
- Финал: Хамбургер - Андерлехт 2:0

1:0 – 82 мин. Фолкерт (д.), 2:0 - 90 мин. Магат
Състав: Каргус, Рип, Калц, Ногли (к), Хидиен, Мемеринг, Магат, Щефенхаген, Райман, Келер, Фолкерт

#### Финалист
1967/1968
- Първи кръг: Хамбургер - Ранерс Фрея 7:3 (5:3 и 2:0)
- Осминафинал: Висла Краков - Хамбургер 0:5 (0:1 и 0:4)
- Четвъртфинал: Хамбургер - Олимпик Лион 4:2 (2:0, 0:2 и 2:0)
- Полуфинал: Хамбургер - Кардиф Сити 4:3 (1:1 и 3:2)
- Финал: Милан - Хамбургер 2:0

1:0 – 3 мин. Хамрин, 2:0 - 15 мин. Хамрин
Състав: Йозчан, Зандман, Шулц, Дикман, Курбюн, Кремер, Хорст, Б. Дьорфел, Зелер (к), Хьоних, Г. Дьорфел

### Купа на УЕФА

#### Финалист
1981/1982
- Първи кръг: Хамбургер - ФК Утрехт 6:4 (0:1 и 6:3)
- Втори кръг: Жирондин Бордо - Хамбургер 2:3 (2:1 и 0:2)
- Осминафинал: ФК Абърдийн - Хамбургер 4:5 (3:2 и 1:3)
- Четвъртфинал: Хамбургер - ФК Ньошател Ксамакс 3:2 (3:2, 0:0)
- Полуфинал: Раднички Ниш - Хамбургер 3:6 (2:1 и 1:5)
- Финал: АФК Гьотебург - Хамбургер 4:0 (1:0 и 0:3)

1:0 – 87 мин. Холмгрен
Състав: Щайн, Йеронимус, Калц, Якобс, Гро, Вемайер, Хартвих, Магат, фон Хеезен (83. Мемеринг), Хрубеш, Баструп
0:1 – 26 мин. Корнелиусон, 0:2 - 61 мин. Нилсон, 66 мин. Фредриксон (д.)
Състав: Щайн, Йеронимус, Калц (76. Хидиен), Гро, Вемайер, Хартвих, Магат, Мемеринг, фон Хеезен, Баструп, Хрубеш

### УЕФА Интертото

#### Победители
1970
1974
1994
2005
- Трети кръг: Униао Лейрия - Хамбургер 0:3 (0:1 и 0:2)
- Полуфинал: Сигма Оломоуц - Хамбургер 0:4 (0:1 и 0:3)
- Финал: Хамбургер - Валенсия 1:0 (1:0 и 0:0)

2007
- Трети кръг: Дачия Кишинев - Хамбургер 1:5 (1:1 и 0:4)

## Купа на Германия

### Носител на купата
1963
- Осминафинал: ФК Байерн Хоф - Хамбургер 1:5
- Четвъртфинал: Хамбургер - Саарбрюкен 1:0
- Полуфинал: Вуперталер ШФ - Хамбургер 0:1
- Финал: Хамбургер - Борусия Дортмунд 3:0

1:0 – 31 мин. У. Зелер, 2:0 - 33 мин. У. Зелер, 3:0 - 84 мин. У. Зелер
Състав: Шноор, Круг, Курбюн, Гийземан, Щапелфелт, Д. Зелер, Бойенс, Вулф, У. Зелер, Кройц, Г. Дьорфел
1975/1976
- Осминафинал: ФК Байерн Хоф - Хамбургер 0:2
- Четвъртфинал: ФК Хомбург 08 - Хамбургер 1:2
- Полуфинал: Хамбургер - Байерн Мюнхен 3:2 (2:2 и 0:1)
- Финал: Хамбургер - Кайзерслаутерн 2:0

1:0 – 22 мин. Ногли, 2:0 - 37 мин. Бьорнмозе
Състав: Каргус, Калц, Ногли, Бланкенбург, Хидиен, Мемеринг, Зачик (62. Шперлих), Айгъл, Райман, Бьорнмозе, Фолкерт
1986/1987
- Осминафинал: Хамбургер- ФК Санкт Паули 6:0
- Четвъртфинал: Дармщат 98 - Хамбургер 0:1
- Полуфинал: Хамбургер - Борусия Мьонхенгладбах 1:0
- Финал: Хамбургер - Щутгартер Кикерс 3:1

1:0 – 23 мин. Мюлер, 2:0 - 72 мин. Олхеузер, 2:0 - 76 мин. Мюлер, 4:0 - 85 мин. Бренингер (д.)
Състав: Щайн, Калц, Якобс, Байерсдорфер, Хомп, Лукс, фон Хеезен, Юсуфи (68. Шмьолер), Крот, Кастъл, Оконски

### Финалист
1956
- Полуфинал: Фортуна Дюселдорф - Хамбургер 1:2
- Финал: Карлсруе - Хамбургер 3:1

0:1 – 16 мин. Зелер, 1:1 - 40 мин. Термат, 2:1 - 63 мин. Термат, 81 мин. – Кон
Състав: Шноор, Клепац, Шемел, Майнке, Позипал, Лизе, Круг, Щурмер, У. Зелер, Шлегел, Ройтер
1966/1967
- Осминафинал: Кьолн - Хамбургер 0:2 (0:0 и 0:2)
- Четвъртфинал: Кикерс Офенбах - Хамбургер 0:2 (0:0 и 0:2)
- Полуфинал: Хамбургер - Алемания Аахен 3:1
- Финал: Байерн Мюнхен - Хамбургер 4:0

1:0 – 23 мин. Мюлер, 2:0 - 72 мин. Олхойзер, 3:0 - 76 мин. Мюлер, 4:0 - 85 мин. Бренингер (д.)
Състав: Шноор, Щраус, Курбюн, Зандман, Хорст, Шулц, Б. Дьорфел, Полшмит, У. Зелер, Г. Дьорфел, Шулц
1973/1974
- Осминафинал: Борусия Мьонхенгладбах - Хамбургер 2:4 (0:0 и 2:4 сл. дузпи)
- Четвъртфинал: Ватеншайд 09 - Хамбургер 0:1 (сл. пр.)
- Полуфинал: Хамбургер - Кикерс Офенбах 1:0
- Финал: Айнтрахт Франкфурт - Хамбургер 3:1 (сд. пр.)

1:0 – 40 мин. Тринклайн, 1:1 - 75 мин. Бьорнмозе, 2:1 - 95 мин. Хьолцбайн, 3:1 - 115 мин. Краус
Състав: Каргус, Калц, Ногли, Винклер, Рип, Бьорнмозе, Зачик, Кроббах (68. Айгъл), Шперлих, Бертъл (68. Райман), Фолкерт

## Купа на лигата

### Носител на купата

#### 1972/1973
- Група 2:

ФК Санкт Паули - Хамбургер 1:4 и 0:0
Хамбургер - Вакер Берлин 2:3 и 5:3
Хамбургер - Херта Берлин 1:0 и 5:4
| Място | Отбор          | ГР    | Точки |
| ----- | -------------- | ----- | ----- |
| 1     | Хамбургер      | 17-11 | 9-3   |
| 2     | ФК Санкт Паули | 10-11 | 7-5   |
| 3     | Херта Берлин   | 15-13 | 4-8   |
| 4     | Вакер Берлин   | 13-20 | 4-8   |

- Четвъртфинал: Айнтрахт Брауншвайг - Хамбургер 2:3 (2:1 и 0:2)
- Полуфинал: Шалке 04 - Хамбургер 2:4 (1:0 и 1:4 сл. пр.)
- Финал: Хамбургер - Борусия Мьонхенгладбах 4:0

#### 2004
- Предварителен кръг: Хамбургер - Херта Берлин 2:1
- Полуфинал: Байерн Мюнхен - Хамбургер 4:7 (сл. дузпи) (ред. време 3:3)
- Финал: Борусия Дортмунд - Хамбургер 2:4